# Fissidentalium tenuicostatum
Fissidentalium tenuicostatum är en blötdjursart som beskrevs av Qi och Ma 1989. Fissidentalium tenuicostatum ingår i släktet Fissidentalium och familjen Dentaliidae. Inga underarter finns listade i Catalogue of Life.